# Gierałcice (Kluczbork)
Pour les articles homonymes, voir Gierałcice.
Gierałcice est une localité polonaise de la gmina de Wołczyn, située dans le powiat de Kluczbork en voïvodie d'Opole.